# 洲埼 (軽質油運搬艦)
洲埼（すのさき）は、日本海軍の給油艦。軽質油運搬艦である洲埼型給油艦の1番艦。艦名は千葉県房総半島南西の洲崎による。艦名は大正時代の給油艦「洲埼」に続いて2代目。

## 艦歴
仮称艦名第103号艦。1939年（昭和14年）度の④計画により三菱重工業横浜船渠で建造され、1943年（昭和18年）5月15日竣工。横須賀鎮守府籍となり、同日連合艦隊付属となる。
「洲崎」の竣工後の行動は断片的にしか判明していないが、佐世保へ回航された後、6月15日には、特務艦「足摺」、陸軍タンカー「黒潮丸」（中外海運、10,518トン）、タンカー「あまつ丸」（石原汽船、10,567トン）とともに船団を構成して佐世保を出港して南方へ向かう。時はヒ船団開設前夜、まず敷設艇「平島」の護衛で高雄に向かい、高雄では「あまつ丸」と別れ、また護衛艦が「平島」から駆逐艦「若竹」に代わり、「Z船団」を名乗って6月21日に高雄を出港。サンジャックを経由し、6月28日に昭南（シンガポール）に到着した。
9月2日には、サ12船団に加入して昭南に向かう。2日後の9月4日未明、船団はアメリカ潜水艦「パーゴ」 (USS Pargo, SS-264) の攻撃により中型タンカー「隆栄丸」（日東汽船、5,142トン）が損傷するが、それ以上の被害は出なかった。12月から1944年（昭和19年）にかけては、12月5日門司出港のサ17船団などで日本本土と昭南の間を往復した。
「洲崎」は3月にバリクパパンへ進出後、特設運送船（給油）「国洋丸」（国洋汽船、10,026トン）および「玄洋丸」（浅野物産、10,018トン）と船団を構成し、4月17日にバリクパパンを出港してパラオに向かう。当初の計画ではパラオで「国洋丸」および「玄洋丸」と分離し、特設運送船（給油）「雄鳳丸」（飯野海運、5,135トン）と改めて船団を編成してサイパン島に回航されるはずであった。
しかし、ニューギニア北部沿岸にアメリカ第58任務部隊（マーク・ミッチャー中将）が遊弋しているとの報を受けて、船団はパラオを回避して「雄鳳丸」を含んだ全船がサイパン島に向かうこととなり、4月26日にサイパン島に到着した。サイパン島で燃料陸揚げの後、4月29日にサイパン島を出港してバリクパパンに向かい、5月7日に到着。
以後はバリクパパンと、第一機動艦隊（小沢治三郎中将・海軍兵学校37期）が進出していたタウィタウィ、あるいはパラオとの間で燃料補給に従事。「あ号作戦」発動後、「洲崎」は特設運送船（給油）「興川丸」（川崎汽船、10,043トン）とともに第三補給部隊を編成した。マリアナ沖海戦の後、7月18日に南西方面艦隊付属となった。
8月1日、「洲崎」は北緯05度07分 東経119度34分 / 北緯5.117度 東経119.567度の地点を航行中にアメリカ潜水艦「パファー」 (USS Puffer, SS-268) に発見される。「パファー」は魚雷を6本発射し、うち2本が命中して「剣埼型潜水母艦」は沈没したと判定された。損傷した「洲崎」は9月1日にマニラに入港し、カヴィテで修理に当たる。しかし、入渠中の9月21日にアメリカ第38任務部隊艦載機の爆撃を受けて弾薬庫に引火し大火災が発生、10月4日に出渠しカナカオ灯台沖に擱座、放棄された。1945年(昭和20年)3月10日除籍。

## 歴代艦長
艤装員長
1. 新美和貴 大佐：1943年2月1日 - 5月15日[37]

特務艦長
1. 新美和貴 大佐：1943年5月15日 - 1943年11月4日[37]
2. 島津信夫 大佐：1943年11月4日[19] - 1943年11月15日[38]
3. 東郷二郎 大佐：1943年11月15日[19] - 1944年11月11日[39]

## 同型艦
- 高崎 [III]